# Gyula Benczúr
Gyula Benczúr (Nyíregyháza, prov. de Szabolcs-Szatmár-Bereg, (Hongria), 28 de gener, 1844 - Szécsény, prov. Nógrád 16 de juliol, 1920), va ser un pintor i professor d'art hongarès. Es va especialitzar en retrats i escenes històriques.
Estudià en l'Acadèmia de Belles Arts de Múnic durant quatre anys, on fou deixeble de Carl Piloty, de qui va seguir les doctrines estètiques amb la major fidelitat; el 1876 fou nomenat professor a Múnic, i el mateix any ho fou també a l'Escola Nacional de Pintura de Budapest; va obtenir les majors recompenses en les exposicions de Berlín, Viena, Múnich i Anvers, i va ser el pintor de retrats de més prestigi a Hongria; les seves obres principals són els retrats de l'arxiduc Rodolf (Acadèmia de Ciències), de l'emperador Francesc Josep per a una corporació oficial de Budapest, el d'István Tisza per a Szeged, i el seu autoretrat per la Galleria degli Uffizi de Florència.
A més d'aquells retrats son famoses les seves pintures:
- El bateigs de Vajks
- La presó de Francisco Rákóczi II
- El comiat de Laszlo Hunyadi
- Lluís XVI i Maria Antonieta durant el motí de Versalles
- Bacante, que es conserva al Museu de Belles Arts de Budapest, per la qual li fou atorgat un gran premi en l'Exposició Universal de París del 1900.

Un any més tard va ser nomenat director de l'Escola Superior de Belles Arts de Budapest, i va rebre l'encàrrec de l'estat de pintar un llenç de dimensions colossals representant la presa de Buda.
Aparellada amb la seva producció pictòrica, Benczúr va realitzar una incessant labor didàctica, sent des de la seva càtedra el representant de la nova generació pictòrica hongaresa, i evitant amb la seva evolució cap a les escoles més recents les excisions que patien els nuclis artístics d'altres països a conseqüència de les lluites contra alguns ensenyaments oficials exercits sense prou talent.

## Petita galeria

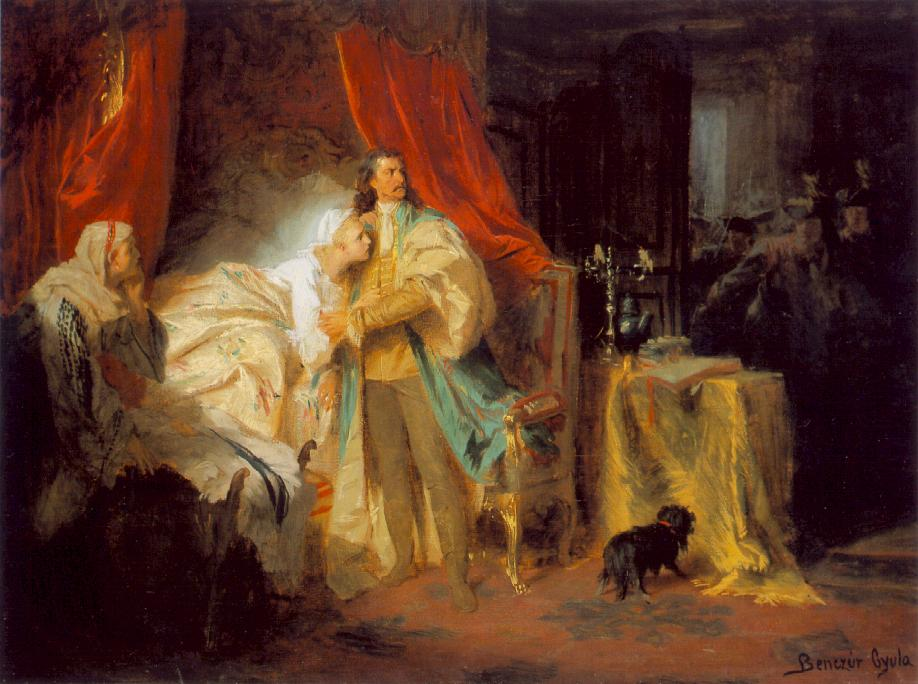
La presó de Francisco Rákóczi II
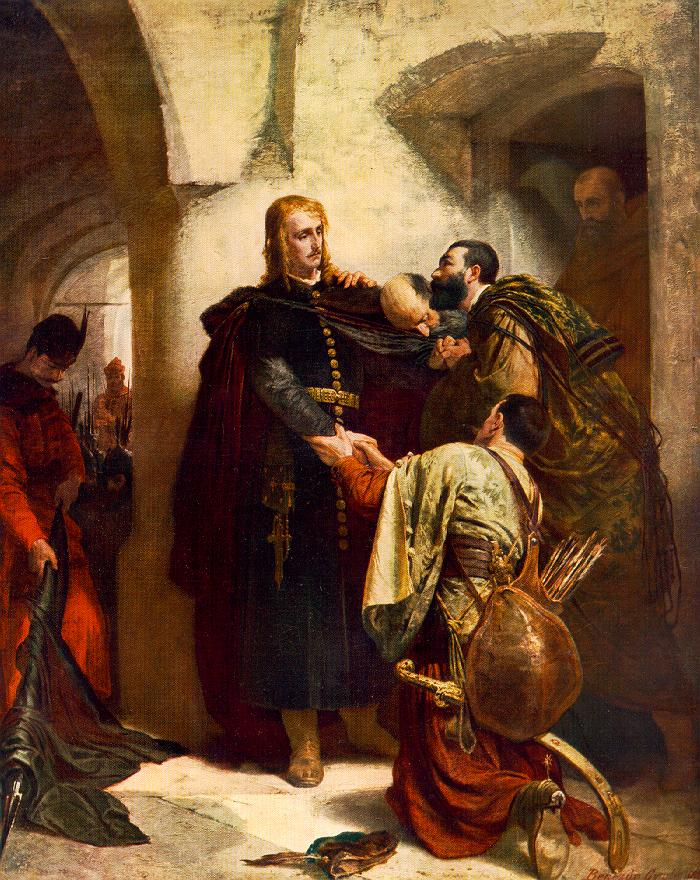
El comiat de Laszlo Hunyadi
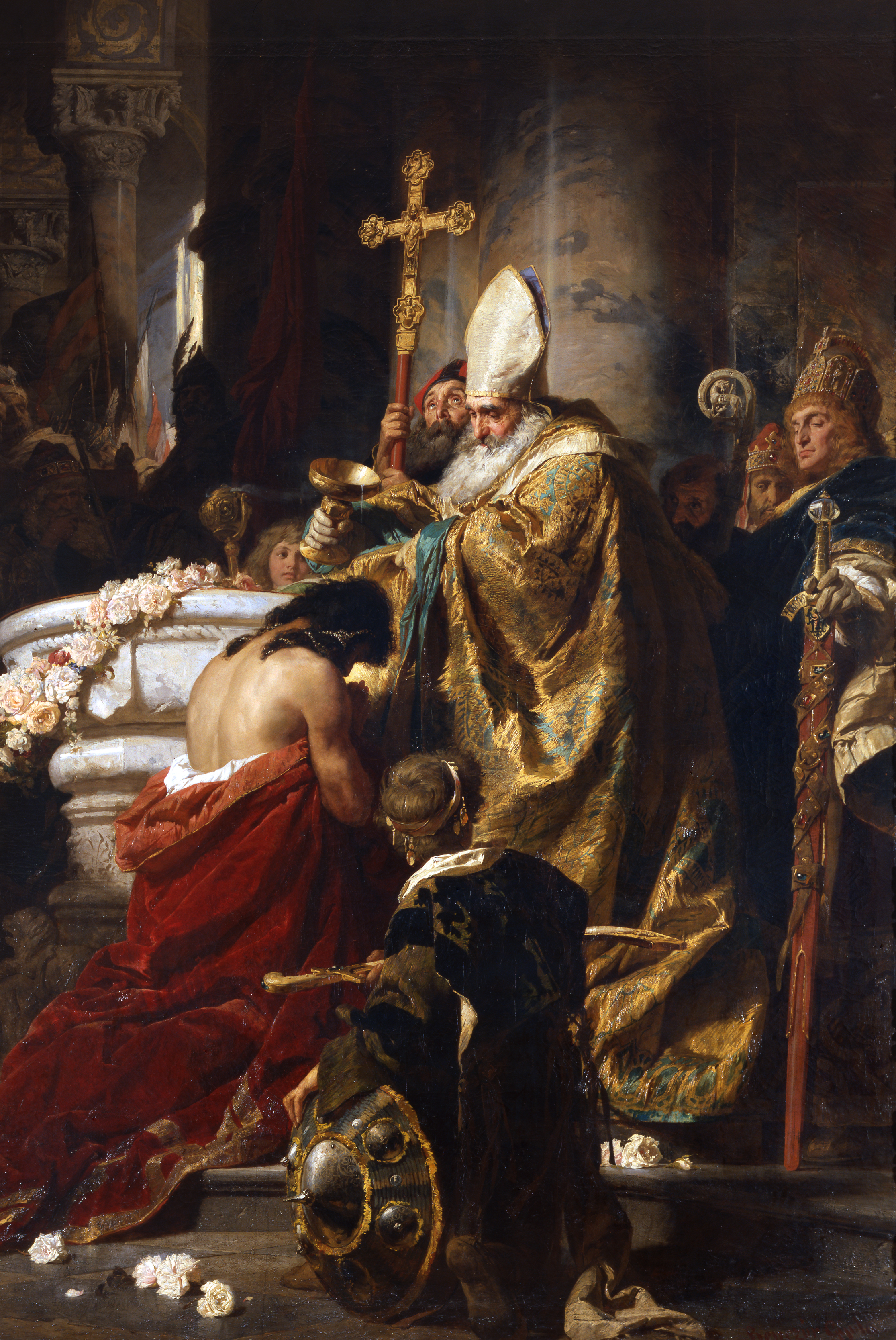
El bateig de Vajks
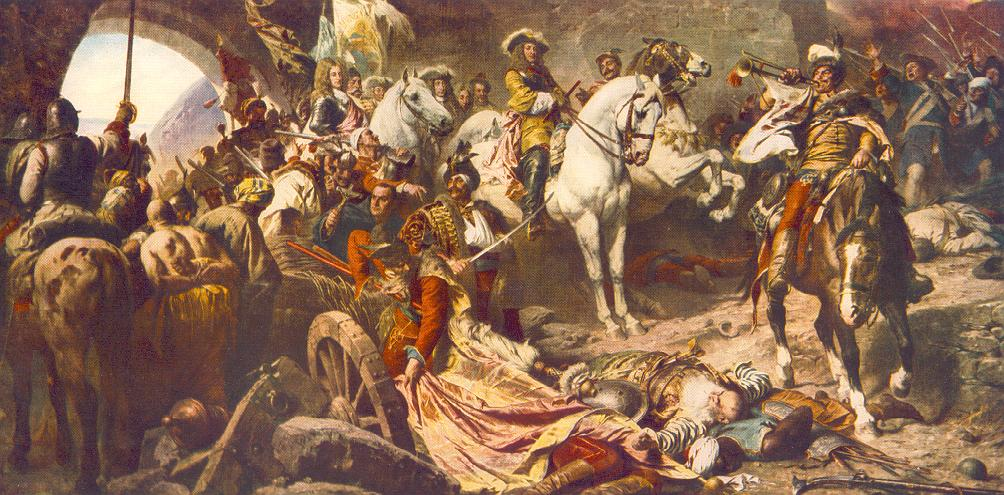
La presa de Buda